# Фрессине, Лоран
Лора́н Фрессине́ (фр. Laurent Fressinet; род. 30 ноября 1981, Дакс) — французский шахматист, гроссмейстер (2000). Чемпион Франции (2010, 2014).
Ребёнком заинтересовался игрой в шашки, однако в Даксе не было соответствующего клуба, и Лоран начал заниматься шахматами. В 1990-х годах занимал призовые места на Юношеских чемпионатах мира в различных возрастных категориях.
С 2000 года участвует в Шахматных олимпиадах в составе сборной Франции. На Олимпиаде 2016 показал лучший результат на своей доске (4-й).
В 2012 году показал второй результат на Чемпионате Европы, лидируя перед последним туром.
С 2013 года является секундантом Магнуса Карлсена.

## Семья
С 2006 года женат на французской шахматистке Эльмире Скрипченко, у супругов две дочери. В 2010 году оба супруга выиграли чемпионат Франции.

## Изменения рейтинга
| Графики недоступны из-за технических проблем. См. информацию на Фабрикаторе и на mediawiki.org. |